# Microrregión de Cajazeiras
La microrregión de Cajazeiras es una de las  microrregiones del estado brasileño de Paraíba perteneciente a la mesorregión  Sertón Paraibano. Su población fue estimada en 2006 por el IBGE en 161.485 habitantes y está dividida en quince municipios. Posee un área total de 3.423,125 km².

## Municipios
- Bernardino Batista
- Bom Jesus
- Bonito de Santa Fé
- Cachoeira dos Índios
- Cajazeiras
- Carrapateira
- Monte Horebe
- Poço Dantas
- Poço de José de Moura
- Santa Helena
- Santarém
- São João do Rio do Peixe
- São José de Piranhas
- Triunfo
- Uiraúna

- Datos: Q2719953
- Multimedia: Cajazeiras / Q2719953